# كوري مور (لاعب كرة قدم أمريكية)
كوري مور (بالإنجليزية: Corey Moore)‏ هو لاعب كرة قدم أمريكية أمريكي، ولد في 28 يناير 1993 في غريفين في الولايات المتحدة.

## وصلات خارجية
- كوري مور على موقع مرجع كرة القدم المحترفة.كوم (الإنجليزية)
- كوري مور على موقع كلية كرة القدم في سبورتس رفرنس.كوم (الإنجليزية)